# Bominthza
Bominthza är en ort i Mexiko.   Den ligger i kommunen San Salvador och delstaten Hidalgo, i den sydöstra delen av landet, 100 km norr om huvudstaden Mexico City. Bominthza ligger 1 941 meter över havet och antalet invånare är 746.
Terrängen runt Bominthza är platt åt sydost, men åt nordväst är den kuperad. Runt Bominthza är det ganska tätbefolkat, med 120 invånare per kvadratkilometer. Närmaste större samhälle är San Salvador, 2,5 km söder om Bominthza. Omgivningarna runt Bominthza är en mosaik av jordbruksmark och naturlig växtlighet.